# Bogusław Kowalski
Bogusław Kowalski (Mircze; 23 de Outubro de 1964 — ) é um político da Polónia. Foi eleito para a Sejm em 25 de Setembro de 2005 com 6274 votos em 18 no distrito de Siedlce, candidato pelas listas do partido Liga Polskich Rodzin.